# مارکو آلن
مارکو آلن (فنلاندی: Markku Alén؛ زادهٔ ۱۵ فوریهٔ ۱۹۵۱) راننده رالی اهل فنلاند است.
وی در تیم‌های  شرکت فورد موتور، فیات اتومبیلز، لانچیا، تیم رالی جهانی سوبارو، تویوتا عضویت داشته است. آلن در سال ۱۹۷۸ قهرمان رالی قهرمانی جهان شده است.